# Trama muchinae
Trama muchinae är en insektsart. Trama muchinae ingår i släktet Trama och familjen långrörsbladlöss. Inga underarter finns listade i Catalogue of Life.